# Ibicuitinga
Ibicuitinga es un municipio de estado brasileño de Ceará .Su población estimada en el año 2007 era de 11.075 habitantes .Su nombre en la lengua tupi,quiere decir arena blanca.

## Historia
El municipio de Ibicuitinga fue creado en 1988 el 11 de mayo de 1988,independizándose del municipio de Morada Nova ,al que pertenecía hasta entonces.

## Geografía
El municipio está situado a 190 kilómetros de la capital del estado. Limita con los municipios de Morada Nova y Quixadá.

### Clima
El clima del municipio es tropical cálido, con lluvias concentradas entre febrero y abril.Las precipitaciones anuales son de 974 mm y su temperatura media es de 26 °C.

### Divisiones administrativas
El municipio se encuentra dividido en 5 unidades.La sede central y 4 distritos : Açude dos Pinheiro, Canindezinho, Chile y Viçosa.
- Datos: Q1984853
- Multimedia: Ibicuitinga / Q1984853

1. ↑  Worldpostalcodes.org,código postal n.º 62955-000.